# 헌티드 캐슬
《헌티드 캐슬》(Haunted Castle)은 코나미가 제작한 1988년 횡방향 진행형 아케이드 플랫폼 게임이다. 패밀리 컴퓨터로 발매됐던 《캐슬바니아》를 오락실용으로 재구성했다. 일본에선 패미컴 게임 제목 《악마성 드라큘라》(悪魔城ドラキュラ)로 출시됐다. 사이먼 벨몬트를 조종해 드라큘라로부터 아내를 구해내는 것이 목표이다.
2006년 5월 플레이스테이션 2로 염가 이식판이 출시됐고, 2016년에 플레이스테이션 4로 디지털 재발매됐다.

## 게임플레이
여섯 스테이지를 돌파하는 플랫폼 게임형식이다. 괴물들을 죽여서 철구나 검을 무기로 획득할 수 있다.

## 개발
《캐슬바니아 II: 사이먼의 원정》의 작곡가였던 마츠바라 켄이치가 음악을 맡았다.

## 발매
2019년 플레이스테이션 4, 닌텐도 스위치, 엑스박스 원 및 마이크로소프트 윈도우로 발매된 합본 《아케이드 히츠 애니버서리 컬렉션》에 수록됐다.